# Ctenichneumon lethifer
Ctenichneumon lethifer là một loài tò vò trong họ Ichneumonidae.